# كيكروبس

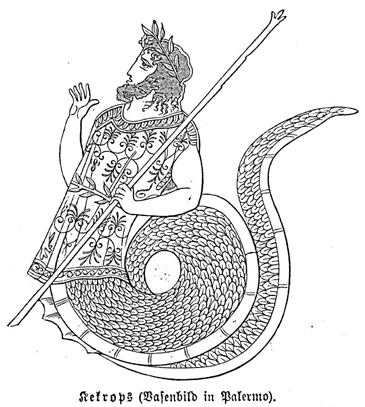
رسم تخيلي لكيكروبس من إناء عثر عليه في باليرمو

كيكروبس Κέκροψ هو الأول بين الملوك الأسطوريين لإقليم أتيكا، وهو مؤسس الشكل السياسي للمنطقة، ويقال أنه قسم السكان لاثني عشر قسما وأنه نظم القانون والزواج والأملاك، وكذلك أسس نمطا جديدا من العبادة. وكان منها تقديم أضاحي بلا دم ودفن الموتى وكذلك نسب اختراع الكتابة له، ويقال أنه كان حكما خلال خلاف حدث بين بوسيدون وأثينا على ملكية أتيكا، وفضل الإلهة التي زرعت أول شجرة زيتون، ورأى أن هذا أفضل من حصان (أو ماء) أخرجه بوزيدون من صخرة أكروبوليس بضربة من رمحه ذو الثلاث شعب. وكأحد السكان الأصليين لأتيكا، كان كيكروبس يصور بنصفه العلوي كإنسان والسفلي كتنين، ويقال أنه كان زوج أثينا وأنه كان والد إريخثيوس